# Calamar (juego)

Diagrama que muestra el diseño del juego. Consiste de cinco áreas: Casa ofensiva (1), Área de promoción para la defensa (2), Casa defensiva (3), Área de promoción para la ofensiva (4) y Otros (5).

El calamar, también conocido como ojingeo (en hangul, 오징어), es un juego infantil coreano. El juego se llama así porque la forma del área de juego dibujado en el suelo se parece a un calamar, y hay variantes regionales del nombre como el «calamar gaisan» (gaisan puede ser una variación de la palabra japonesa kaisen 開戦, «comenzar una guerra»), o «calamar takkari». Es un juego multijugador y está dividido en dos equipos, ofensivo y defensivo. Hay dos propósitos principales, ya sea que los atacantes logren el propósito del ataque o que los equipos se aniquilen entre sí.

## Jugabilidad
Hay múltiples versiones de las reglas para diferentes áreas y grupos.
Las bases de cada uno de los equipos son llamadas "casas" (집). El círculo de arriba es la casa del equipo ofensivo, el rectángulo de abajo es la casa del equipo defensivo y el triángulo del medio es el campo neutral entre ellos.
El objetivo para el equipo ofensivo es dejar su casa y moverse fuera de la figura hacia la parte inferior de la casa defensiva (mostrada «abierta» en el diagrama de arriba), luego pasan a través de la figura regresando a la casa ofensiva.
Los jugadores atacantes están obligados a moverse solamente saltando a la pata coja hasta que «asciendan», ya sea alcanzando el área 2 después de pasar por el área 3; o saltando sobre la parte delgada de la figura entre las dos áreas 4. Una vez ascendidos, pueden usar los dos pies.
El equipo defensivo trata de eliminar a los del equipo ofensivo empujándolos a través de una línea de la figura que no están permitidos cruzar. Generalmente, esto significa empujar a los jugadores que han entrado a la figura fuera de ella, o empujar a los jugadores que intentan saltar sobre la figura del 4 hacia el triángulo. Los miembros del equipo defensivo que dejan la figura también son eliminados, por lo que es posible que los atacantes ganen el juego empujando a todos los defensores hacia fuera de la figura.

### Variantes regionales
Debido al hecho de que el juego se juega informalmente entre los niños, hay unos cuantos conjuntos oficiales escritos de reglas, y sus características comunes son principalmente atestiguadas a través de múltiples personas que lo jugaron cuando eran niños. Sin embargo, son listados algunos ejemplos de variaciones regionales en las normas.

#### Calamarttaeng(Busan)
El calamar ttaeng (오징어땡) es una variante regional del juego del calamar que es popular en Busan. El juego usualmente involucra a diez o más participantes. Se asume que el origen del juego está influenciado tanto por la abundante presencia de calamares en las aguas alrededor de la isla Gadeokdo como por la popularidad de los calamares como snack entre los niños locales. El juego comienza dividiendo dos equipos, con al menos diez personas por cada equipo. En el suelo se dibuja un calamar con cuerpo en forma de pentágono y cola redonda. El equipo que gana un juego de piedra, papel o tijera pasa a ser el equipo defensivo y el equipo que pierde se pasa a ser el equipo ofensivo. Si el equipo ofensivo alcanza la casa del equipo defensivo y grita «Ttaeng», gana el equipo ofensivo y los dos equipos cambian de lado.

#### Juego de la unificación del calamar
El juego de la unificación del calamar (오징어통일놀이) es una variante regional del juego del calamar basado en Haenam. Se dice que el juego se originó en la época de los Tres Reinos de Corea, cuando los tres reinos luchaban por el territorio. En esta versión, el área a la que debe alcanzar el equipo ofensivo mientras pasa al equipo defensivo se llama «área de la unificación».

## En la cultura popular
La serie de televisión web de Netflix de 2021 El juego del calamar es nombrado ante el juego epónimo, una versión del juego es jugado al final de la serie.